# Pogăceaua
Pogăceaua é uma comuna romena localizada no distrito de Mureș, na região histórica da Transilvânia. A comuna possui uma área de 37.97 km² e sua população era de 2030 habitantes segundo o censo de 2007.